# Davide Roda
Davide Roda (Como, 21 januari 1972) is een Italiaans autocoureur.

## Carrière
In 2002 maakte Roda zijn eerste serieuze start in de Italiaanse Alfa 147 Cup. Vanaf 2003 nam hij drie jaar deel aan de Europese Alfa 147 Challenge. In 2005 nam hij deel aan de eerste European Touring Car Cup op het Autodromo Vallelunga voor het Proteam Motorsport. In beide races wist hij echter de finish niet te halen.
In 2006 maakte Roda zijn debuut in het World Touring Car Championship voor het team Scuderia del Girasole in Seat Leon. Seat Sport Italia kon hem en zijn teamgenoot Roberto Colciago echter alleen voor de eerste twee raceweekenden financieel ondersteunen, waarna zij uit het kampioenschap verdwenen. In 2007 keerde Roda terug in het WTCC tijdens het raceweekend op het Automotodrom Brno voor Proteam in een BMW 320si.
In 2008 stapte Roda over naar de Spaanse Seat Leon Supercopa en de nieuwe Seat Leon Eurocup voor Rangoni Motorsport. In twee jaar behaalde hij in de Supercopa één punt en in de Eurocup nul punten. Hierna stapte hij over naar de Italiaanse Porsche Carrera Cup, waarin hij als zestiende eindigde met drie punten. Daarnaast nam hij ook deel aan twee races van de Porsche Supercup voor het team Antonelli Motorsport als gastrijder. Vervolgens reed hij twee jaar geen races, maar keerde hij in 2013 terug in de Italiaanse Porsche Carrera Cup, waar hij opnieuw als zestiende eindigde, nu  met acht punten.